# エル・エスコリアルの無原罪の御宿り
『エル・エスコリアルの無原罪の御宿り』（エル・エスコリアルのむげんざいのおんやどり、西: La Inmaculada del Escorial, 英: The Immaculate Conception of El Escorial）は、スペインのバロック期の画家バルトロメ・エステバン・ムリーリョが1660年から1665年に制作した絵画である。油彩。主題は聖母マリアが母アンナの懐胎の瞬間から原罪を免れたとする無原罪の御宿りから取られている。この主題を描いたムリーリョの多くの芸術的描写は後の芸術に多大な影響を与えた。その中でも本作品はムリーリョの最高傑作の1つと見なされている。現在はマドリードのプラド美術館に所蔵されている。

## 制作背景
聖母マリアが原罪なしに生まれたという信仰はカトリック教会では1854年まで教義として公認されていなかった。しかし1661年、ローマ教皇アレクサンデル7世は教書『ソリキトゥード・オムニウム・エクレシアルム』（Sollicitudo omnium ecclesiarum）において、聖母マリアが神の恩寵により原罪を免れたことを宣言し、スペイン教会とフランシスコ修道会はこの宣言を長い間強く支持してきた。スペインの聖母崇拝者にとって、マリアの純潔だけでなく、彼女が原罪なしに懐妊されたという概念が不可欠であった。対照的にドミニコ会は聖母は原罪を免れることなく懐妊されたが、母親の子宮から生まれるまでの間に浄化されたと主張した。
無原罪の御宿りは数世紀にわたって公認されなかったが、多くのスペインの芸術家がこの主題の絵画の制作を依頼された。 ムリーリョ自身は約20枚にもおよぶ無原罪の御宿りの絵画を制作している。

## 作品
ムリーリョは聖母マリアを白いドレスと青いマントをまとい、両の掌を合わせて祈り、瞳を天に向け、ケルビムたちによって支えられた三日月の上に登った若い女性として描いている。ケルビムたちが持っているバラ、白い百合、ナツメヤシの葉、鏡は、いずれも彼女の純潔と殉教への言及である。三日月は足元に月を踏み太陽をまとった黙示録の女の描写への言及であるが、このバージョンでは聖母マリアは戴冠も妊娠もしていない。画面上部のケルビムたちがほぼ見えなくなっているのは、作品全体を包む無重力感に起因している。
この作品は無原罪の御宿りの描写を最も象徴的な形に濃縮するための継続的な努力の結果、ムリーリョの初期の努力の一部が簡略化されている。それゆえムリーリョの無原罪の御宿りの図像の中で「おそらく最も完全に解決された」作品と評されている。
本作品にはムリーリョが受けたいくつかの影響を見ることができる。幼さが残る聖母マリアの描写は、彼女が常に12歳か13歳の美しい少女として示されるべきであるという、画家でありセビーリャの異端審問所の美術監督官でもあったフランシスコ・パチェーコの指導を反映している。さらに、ムリーリョの下でセビーリャ美術アカデミーの副理事長を務めていた画家フランシスコ ・エレーラからアンソニー・ヴァン・ダイクとピーテル・パウル・ルーベンスの作品を紹介されていた。これらの画家の影響は作品の繊細で優美な色彩に見て取れる。
制作年代は1660年から1665年の間とされる。作品の委託の契約書が発見されていないため、正確な日付は不明だが、制作年代は同時代のムリーリョの他の作品との様式の比較と、ムリーリョが1664年に描いた無原罪の御宿りの素描から推定されている。聖母マリアのポーズは異なるが、画面右側に同じケルビムの図像を2つ用いている。

## 来歴
依頼主や制作経緯、制作年は不明である。セビーリャでカルロス3世が購入した後、スペイン王室のコレクションに入ったと考えられている。その後、カルロス4世のコレクションの一部となり、1788年にサン・ロレンソ・デ・エル・エスコリアルのカシータ・デル・プリンシペのコレクションに記録された。題名はこの登録に由来している。以前はラ・グランハ宮殿にあったと信じられていため、しばらくの間『ラ・グランハの無原罪の御宿り』と呼ばれていた。1819年にプラド美術館に収蔵された。
ムリーリョによる無原罪の御宿りの主題の定式化は、その後の多くの芸術家に影響を与えた。彼は「無原罪の御宿りの主題の典型的な画家」と評されている。これはプラド美術館に所蔵されている4点のムリーリョの無原罪の御宿りのうちの1つである。

## 複製
来歴が定かではない複製が存在している。2020年6月、バレンシアの個人収集家は家具修復家に1,200ユーロでこの複製の修復を依頼した。しかし修復は2度試みたものの、聖母の顔が認識できないまま失敗に終わった。 スペインの修復家および博物館保存修復管理官の専門家協会 (ACRE) はこの修復を破壊行為と呼んだ。
同様に失敗に終わった2012年のエリアス・ガルシア・マルティネスの壁画『この人を見よ』の修復と比較された。

## ギャラリー
プラド美術館には本作品の他にも以下のムリーリョの『無原罪の御宿り』が所蔵されている。

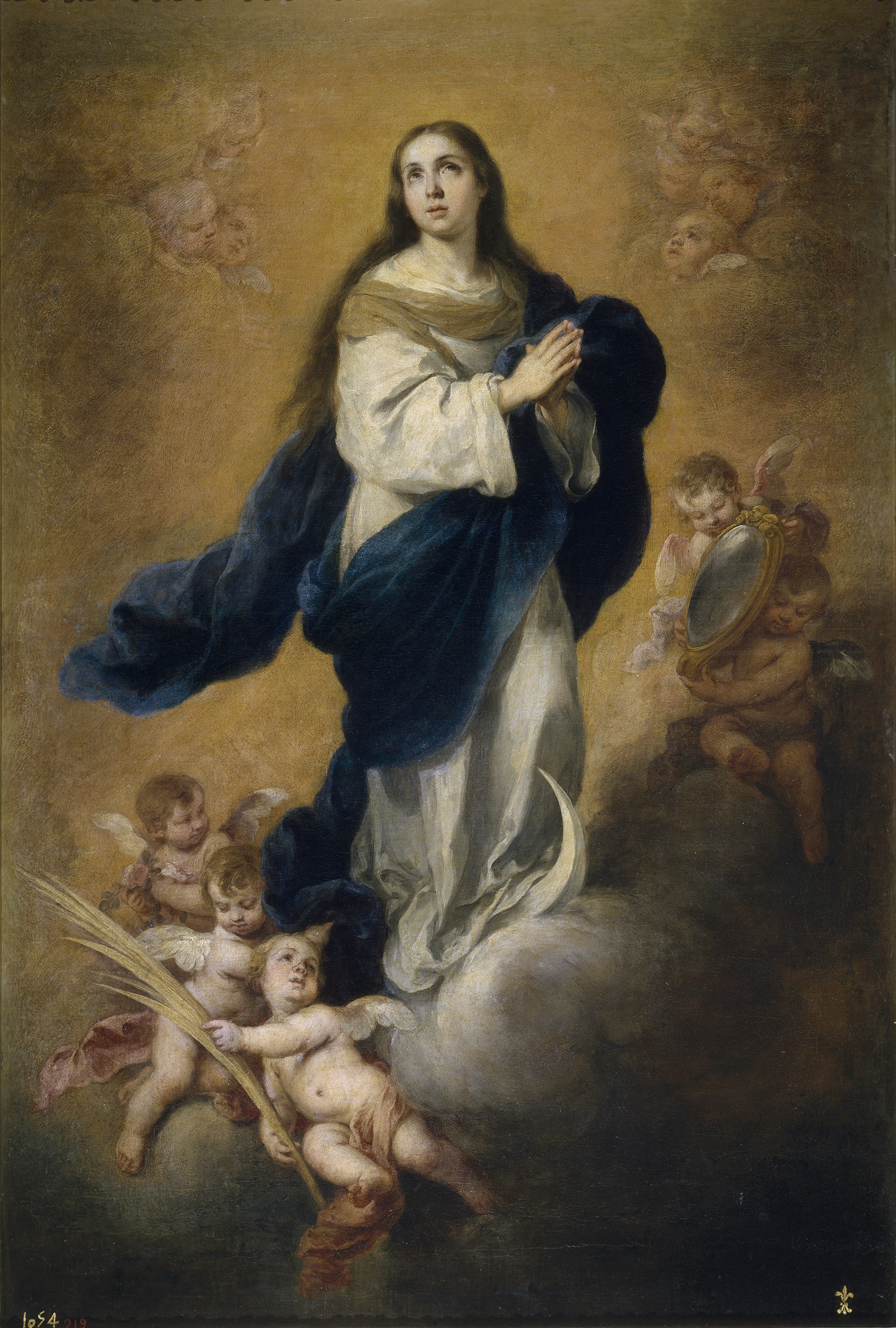
『無原罪の御宿り』1665年-1675年頃 プラド美術館所蔵
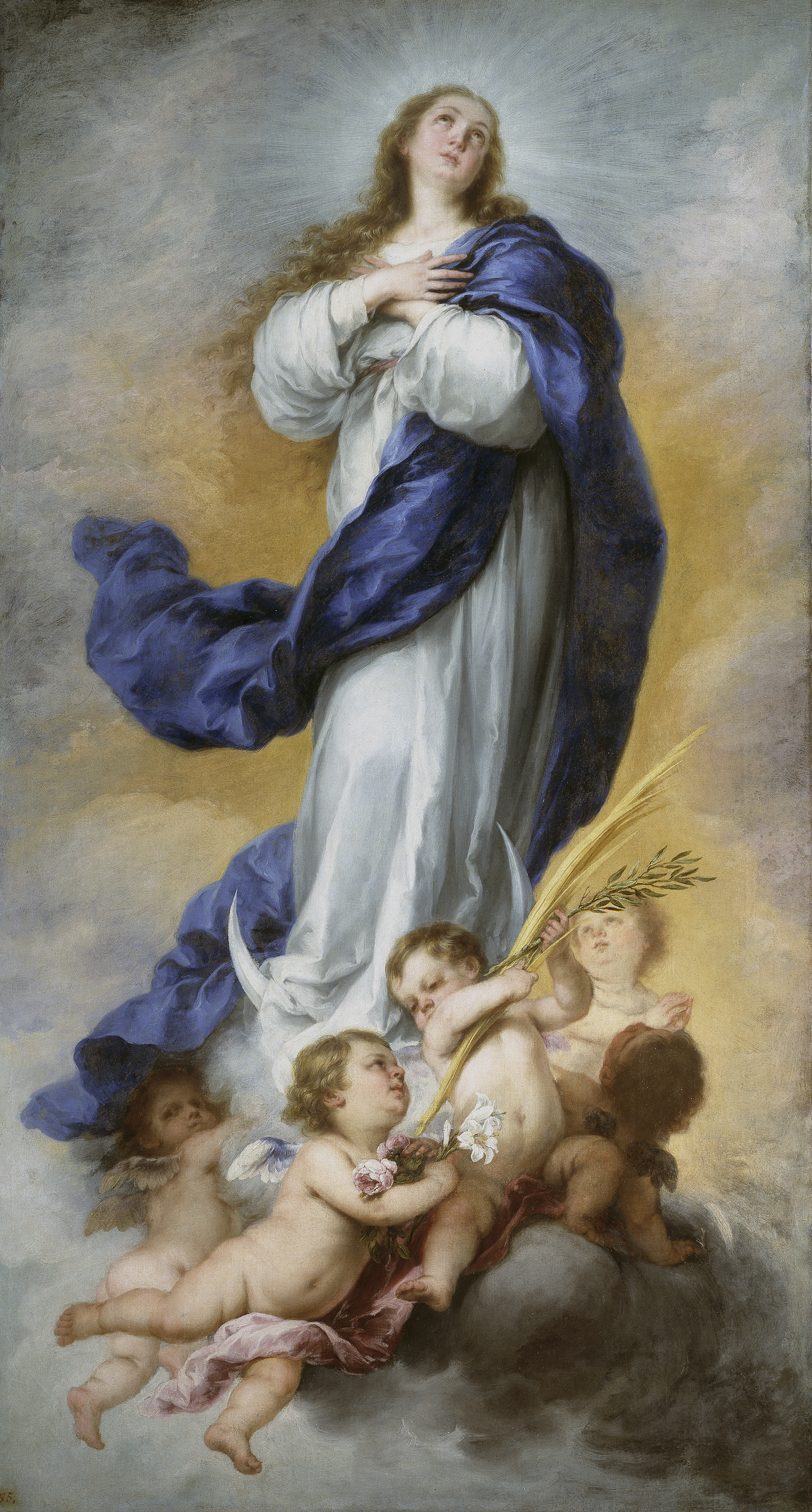
『アランフエスの無原罪の御宿り』1675年頃 プラド美術館所蔵
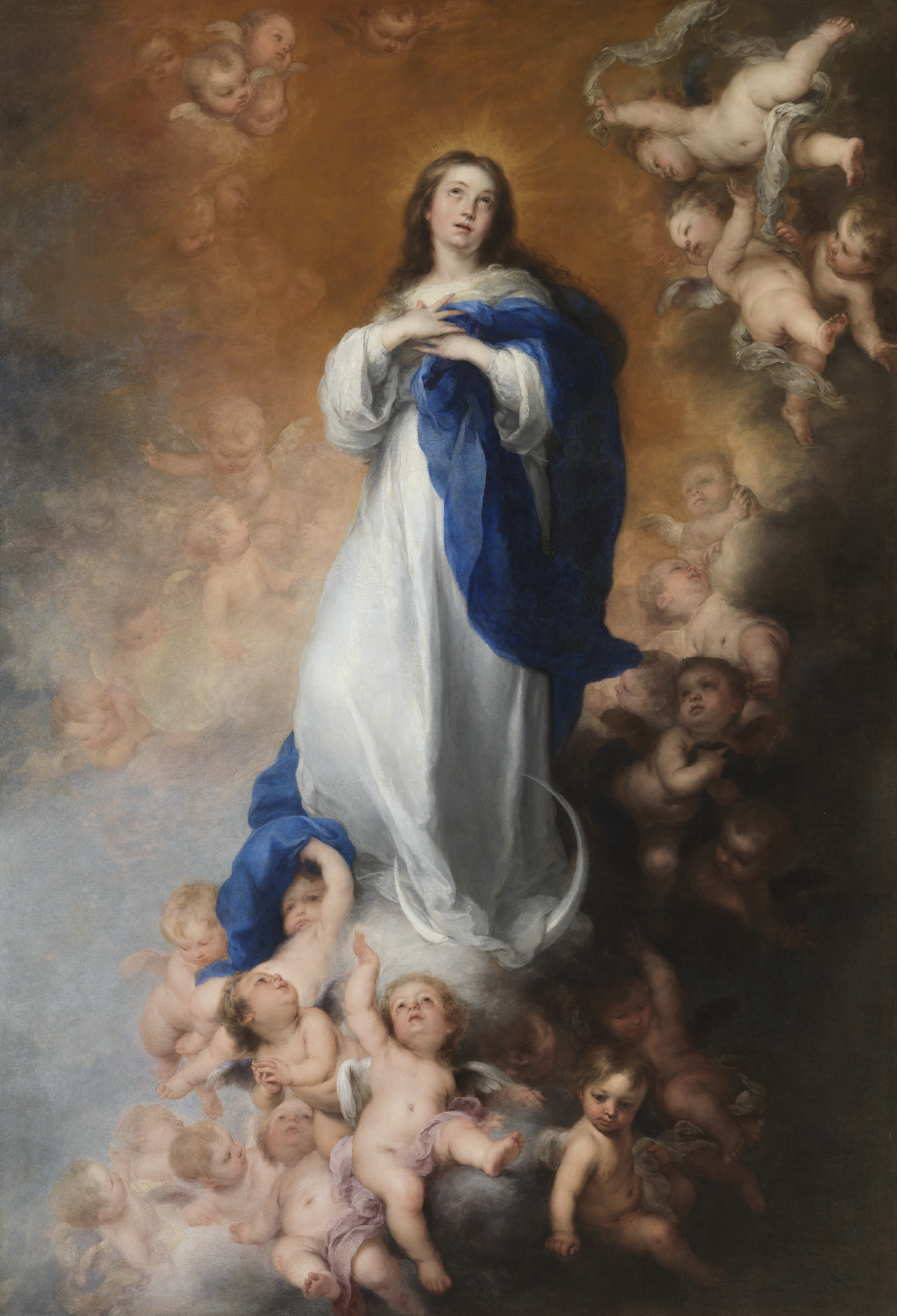
『ベネラブレスの無原罪の御宿り』1678年頃 プラド美術館所蔵